# Marcos Mata
Marcos Mata, né le 1er août 1986 à Resistencia, dans la province du Chaco, en Argentine, est un joueur argentin de basket-ball, évoluant au poste d'ailier. 